# Guy Drut
Guy Drut (ur. 6 grudnia 1950 w Oignies) – francuski lekkoatleta, płotkarz, mistrz olimpijski i mistrz Europy; były parlamentarzysta i minister.

## Życiorys

### Kariera sportowa
W latach 70. należał do najlepszych płotkarzy świata. Startował w biegu na 110 metrów przez płotki. Na mistrzostwach Europy w 1969 w Atenach zajął 4. miejsce w tej konkurencji. Został brązowym medalistą w biegu na 60 metrów przez płotki na halowych mistrzostwach Europy w 1970 w Wiedniu. Na mistrzostwach Europy w 1971 w Helsinkach nie ukończył biegu eliminacyjnego. W tym samym sezonie wywalczył złoto igrzysk śródziemnomorskich w Izmirze. Wygrał bieg na 50 metrów przez płotki na halowych mistrzostwach Europy w 1972 w Grenoble.
Na igrzyskach olimpijskich w 1972 w Monachium zdobył srebrny medal w biegu na 110 metrów przez płotki, przegrywając z Amerykaninem Rodem Milburnem. Zajął 6. miejsce w biegu na 60 metrów przez płotki na halowych mistrzostwach Europy w 1973 w  Rotterdamie, a na halowych mistrzostwach Europy w 1974 w Göteborgu nie ukończył biegu finałowego na tym dystansie. W 1974 wywalczył tytuł mistrza Europy w Rzymie w biegu na 110 metrów przez płotki. Na igrzyskach olimpijskich w 1976 w Montrealu był najlepszy na tym dystansie. Pokonał wówczas Kubańczyka Alejandra Casañasa i Amerykanina Williego Davenporta. Ostatnim jego sukcesem na zawodach międzynarodowych był brązowy medal na 50 metrów przez płotki na halowych mistrzostwach Europy w 1981 w Grenoble.
23 lipca 1975 w Saint-Maur-des-Fossés wyrównał należący do Roda Milburna rekord świata w biegu na 110 metrów przez płotki z rezultatem 13,1 s, a 22 sierpnia tego roku w Berlinie poprawił go osiągając czas 13,0 s. Przy stosowaniu pomiaru automatycznego był rekordzistą Europy na tym dystansie z wynikiem 13,28 s, uzyskanym 29 czerwca 1975 w Saint-Étienne.
Był mistrzem Francji w biegu na 110 metrów przez płotki w latach 1970–1973, 1975, 1976 i 1980 oraz wicemistrzem na tym dystansie w 1969 i 1974. W hali był mistrzem w biegu na 50 metrów przez płotki w 1981 oraz w biegu na 60 metrów przez płotki w latach 1973–1975. Odnosił również sukcesy w skoku o tyczce: był w tej konkurencji brązowym medalistą mistrzostw Francji w 1973, a w hali mistrzem w 1974 i wicemistrzem w 1973.

### Działalność zawodowa i polityczna
Po zakończeniu kariery sportowej zajął się biznesem i polityką. Zasiadał w Zgromadzeniu Narodowym od 1986 do 1995 i ponownie w latach 1997–2002. Pomiędzy tymi okresami w rządzie Alaina Juppé odpowiadał za sprawy młodzieży i sportu: początkowo (od maja do listopada 1995) w randze ministra, później (do czerwca 1997) jako minister delegowany przy premierze. Był także merem Coulommiers w latach 1992–2008, radnym Paryża (miasta i departamentu) oraz regionu Île-de-France. Od 1996 do 2005 był członkiem Międzynarodowego Komitetu Olimpijskiego. Działał w Zgromadzeniu na rzecz Republiki, z którym w 2002 przystąpił do Unii na rzecz Ruchu Ludowego.
W 2005 został prawomocnie skazany na karę piętnastu miesięcy pozbawienia wolności z warunkowym zawieszeniem jej wykonania oraz na karę grzywny za przestępstwa korupcyjne (zajmowanie fikcyjnego stanowiska w firmie budowlanej w zamian za poparcie polityczne). W rezultacie Guy Drut zrezygnował z działalności w MKOl. W 2006 prezydent Jacques Chirac ułaskawił go, motywując to szczególnymi zasługami dla Francji. Decyzja ta wywołała krytykę także ze strony działaczy stanowiącej zaplecze prezydenta centroprawicy, w tym przewodniczącego Zgromadzenia Narodowego Jean-Louisa Debré i przewodniczącego UMP Nicolasa Sarkozy’ego. W 2007 Guy Drut nie ubiegał się o reelekcję w wyborach parlamentarnych.